# ماگشتادت
ماگشتادت (به آلمانی: Magstadt) یک شهر در آلمان است که در Böblingen واقع شده‌است. ماگشتادت ۸٬۸۷۴ نفر جمعیت دارد.